# Cédric Énard
Pour les articles homonymes, voir Énard.
Cédric Enard est un ancien joueur professionnel français de volley-ball né le 20 mars 1976 à Vouillé (Vienne). Il mesure 1,97 m et jouait central. Il a été champion de France PRO A en 1999 avec le stade poitevin et Champion de France PRO B en 2000 avec Avignon Volley-Ball.
Il est contraint de mettre un terme à sa carrière en 2002 en raison d'une blessure à un bras, une syringomyélie.
Il passe avec succès ses diplômes d'entraineur (BE1, BE2), dans la même promotion notamment, que Philippe Blain.
En août 2005, il entraîne aux Spacer's de Toulouse où il est d'abord responsable du Centre de Formation puis entraîneur de l'équipe Pro A à partir de 2011. À la fin de la saison 2016-2017, au cours de laquelle les Spacer's deviennent vice-champions de France, il annonce son départ pour le Tours Volley-Ball. Il y reste une saison et rejoint le Berlin RV en septembre 2018. En cinq saisons avec Berlin il remporte quatre titres de champion d'Allemagne, le dernier en 2023.
Il intègre également l'Équipe de France de volley-ball comme entraîneur adjoint entre 2017 et 2019 puis devient sélectionneur de l'Estonie à la fin du mois de décembre 2019.
Depuis 2024 il devient entraîneur de l’équipe nationale de Turquie.

## Carrière

### Joueur
Stade poitevin
- 1997-1998 : PRO A
- 1998-1999 : PRO A / titre de champion de France

Avignon VB
- 1999-2000 : PRO B / titre de champion de France PRO B
- 2000-2001 : PRO A
- 2001-2002 : PRO B

Spacer’s de Toulouse
- 2002-2004 : PRO A

Entraîneur/Joueur :
Spacer’s de Toulouse
2004-2005 : N2

### Entraîneur
Spacer’s de Toulouse
- 2005-2009 : N2+CFC+Entraîneur Adjoint PRO A
- 2009-2010 : N1+CFC+Entraîneur Adjoint PRO A
- 2010-2011 : N2+CFC+Entraîneur Adjoint LIGUE A
- 2011-2017 : Entraîneur LIGUE A

Tours VB
- 2017-2018 : Entraîneur LIGUE A

Turquie
- 2024- : Entraîneur équipe nationale.

## Palmarès joueur
Championnat de France (1)
- Vainqueur : 1999

Championnat de France PRO B (1)
- Vainqueur : 2000

## Palmarès entraîneur
Coupe de France
- Finaliste : 2013

Championnat de France (1)
- Vainqueur : 2018
- Finaliste : 2017

DVV-Pokal (2)
- Vainqueur : 2020, 2023

Championnat d'Allemagne (4)
- Vainqueur : 2019, 2021, 2022, 2023